# Li Qiang
Li Qiang (李强S; Rui'an, 23 luglio 1959) è un politico cinese, Primo ministro della Repubblica Popolare Cinese dal 2023. In precedenza, fu segretario del Partito Comunista Cinese di Shanghai dall'ottobre 2017 all’ottobre 2022, nonché  membro del 19° e 20° Comitato permanente del Politburo. È considerato un uomo di fiducia del Presidente Xi Jinping, avendo gestito dalla primavera 2021 l'emergenza Covid a Shanghai applicando la politica "Zero Covid" (basata su rigidi lockdown contenitivi) voluta da quest’ultimo. Grazie a ciò, nell'ottobre 2022 è diventato il numero due del Politburo del partito.
Secondo i politologi ed economisti occidentali la sua nomina, dovuta al fatto di essere fedele a Xi Jinping, ha posto fine al mito della "meritocrazia tecnocratica".

## Biografia
Li Qiang è nato a Rui'an, Zhejiang nel luglio 1959. Ha studiato meccanizzazione agricola presso la filiale di Ningbo della Zhejiang Agricultural University (oggi Zhejiang Wanli College) dal 1978 al 1982 e sociologia presso la China Sociology Correspondence University (cinese :中国社会学函授大学; defunta nel 2021) a Pechino dal 1985 al 1987. Ha frequentato la Zhejiang University per studi universitari in ingegneria gestionale dal 1995 al 1997 e la Central Party School per studi universitari in economia mondiale dal 2001 al 2004. Li ha conseguito un Master in Business Administration presso la Hong Kong Polytechnic University nel 2005.

## Carriera
Li è entrato a far parte del Partito Comunista Cinese (PCC) nell'aprile 1983. Era il segretario della Lega della Gioventù Comunista della contea di Rui'an. Ha poi ricoperto ruoli progressivamente più importanti nel dipartimento provinciale degli affari civili. In seguito divenne segretario del Partito Comunista della città di Yongkang e poi segretario del partito della città a livello di prefettura di Wenzhou. Nel 2005, Li ha ottenuto un seggio nel Comitato permanente del partito provinciale, lavorando sotto l'allora segretario del partito Xi Jinping, ed è diventato anche segretario generale del comitato provinciale del partito, responsabile dell'amministrazione e del coordinamento.
Nel febbraio 2011 è diventato segretario per gli affari politici e legali della provincia di Zhejiang e diversi mesi dopo è stato nominato vice segretario del partito.
Nel dicembre 2012 è diventato governatore ad interim dello Zhejiang, succedendo a Xia Baolong,  promosso segretario provinciale del partito, ed è stato ufficialmente eletto governatore nel gennaio 2013.   Nel 2015, Li ha accompagnato il leader del PCC Xi Jinping in una visita di stato negli Stati Uniti. Nel giugno 2016, Li Qiang è stato nominato segretario del partito della provincia di Jiangsu, una delle più importanti posizioni politiche regionali in Cina. Ha svolto quell'incarico per 15 mesi.
Nell'ottobre 2017, a seguito del 19º Congresso del Partito, Li è stato nominato segretario del Partito di Shanghai. È considerato business-friendly, avendo implementato politiche pro-business mentre era a Shanghai come l'apertura in Borsa dello STAR Market. Ha anche implementato politiche come l'abbassamento della soglia per i migranti interni per ottenere i permessi di soggiorno e la creazione di cinque nuove città.  Nel 2022, Li ha imposto un blocco di due mesi a Shanghai per la pandemia di COVID-19, che ha avuto un impatto significativo sull'economia.
Li è stato membro supplente del 18º Comitato centrale del Partito Comunista Cinese (2012-2017).  Nell'ottobre 2017 è diventato membro a pieno titolo del XIX Comitato centrale del Partito Comunista Cinese ed è stato eletto all'Ufficio politico del Partito Comunista Cinese.
Dopo la prima sessione plenaria del XX Comitato centrale del Partito Comunista Cinese, Li Qiang è stato nominato membro del Comitato permanente dell'ufficio politico del Partito Comunista Cinese. È stato designato Primo ministro della Repubblica Popolare Cinese al XX Congresso nazionale del Partito Comunista Cinese nell'ottobre 2022 ed è entrato in carica l'11 marzo 2023.
Il 9-10 settembre 2023 ha partecipato al G20 di New Delhi in sostituzione del presidente Xi Jinping.